# Draconian
Draconian es una banda de metal procedente de Suecia.

## Biografía
Los inicios de Draconian se pueden remontar a mayo de 1994, cuando Johan Ericsson (batería, vocal), Andy Hindenäs (guitarrista) y Jesper Stolpe (bajo, vocal) unieron fuerzas para crear Kerberos, un conjunto de Death metal con influencias del Doom metal. Siete meses después, el vocalista y poeta Anders Jacobsson se unió a la banda, que cambió su nombre al actual Draconian.
Durante los meses siguientes, Draconian estuvo trabajado en el nuevo material que daría lugar a su primera demo grabada en el estudio Källgren el 27 de octubre de 1995, exactamente a una semana de su primer directo. Con la ayuda de Jessica Eriksson (flauta, vocal), Susanne Arvidsson (vocal, teclado) y Andreas Haag (responsable de la introducción de My Nemesis)se crea Shades of a Lost Moon. Sin embargo, no salió a la luz hasta febrero de 1996, mientras Magnus ”Bergis” Bergström (guitarrista), viejo amigo de la banda, se une a Draconian. Shades of a Lost Moon recibió excelentes críticas a nivel mundial, despertando el interés de varias discográficas. A finales de enero de 1997, Draconian registró su segunda demo, In Glorious Victory. Desafortunadamente, la banda quedó insatisfecha con la calidad de audio de esta grabación y decido no lanzarla por obvias razones. Los meses que siguieron fueron menos productivos para Draconian, mientras esperaban que dos de sus integrantes terminaran el servicio militar. Sin embargo, los ensayos y la composición de nuevas canciones seguían formando parte de la agenda. Para el nuevo material se unió a la banda el teclista Andreas Karlsson, ocupando el lugar de Susanne Arvidsson, que abandona la banda por razones personales.
Draconian se centraba ahora en crear algo nuevo. Su sonido se volvió más lento, más oscuro y más similar al Doom. El material que sobrevino a esto los dirigió en una nueva dirección. Su demo de sólo dos canciones, Frozen Features, se puso disponible para descargarse desde Internet, al igual que en formato CD. Poco después de la grabación de Frozen Features, Andy Hindenäs decidió tomarse un descanso sabático. Fue sustituido por Johan, que dejó la batería en manos de Torstensson Jerry. Una última demo fue grabada en el verano de 2002, contando con el talento vocal de Lisa Johansson y, por última vez, la habilidad de Jesper Stolpe en el bajo, que dejó la banda para seguir en busca de nuevas aventuras. Stolpe fue sustituido por un viejo amigo y ayudante, Thomas Jäger. Dark Oceans We Cry fue el trabajo que dio a conocer a la banda, demo que recibió críticas excepcionales gracias a las cuales la banda firmó el tan ansiado contrato con Napalm Rrecords.
Draconian grabó su álbum debut, Where Lovers Mourn, en el estudio Mega bajo supervisión de Chris Silver (exmiembro de Sundown y Cemetery) en julio de 2003. Bajo la dirección de Pelle Saether, Draconian entró al estudio Underground en Västerås para grabar Arcane Rain Fell en 2005.
Después, ese mismo año, Magnus Bergström decidió a tomar un descanso por cuestiones laborales. Esto dejó un puesto vació para Daniel Arvidsson, un viejo amigo de la banda y también el cerebro tras Scorched (Black Metal). La banda también necesitó un bajista, puesto que Jesper Stolpe había dejado el grupo recientemente. Durante este tiempo, la banda pasó por otra transición: por causas personales, el teclista Andreas Karlsson sentía que no podría arriesgar su salud mental viajando con la banda y participando en futuros conciertos. La banda necesitó entonces un teclista y Sanne Carlsson tomó su lugar.
A principios de 2006, Draconian finalmente había encontrado su bajista en Fredrik Johansson. Draconian comenzó a trabajar en su tercer lanzamiento, pero debido a las peticiones innumerables de los fanes, se decidió primero lanzar un álbum con remakes de canciones de su primera demo The Closed Eyes of Paradise. The Burning Halo también incluiría tres pistas nuevas y dos covers. Plagado de numerosos problemas a través de las fases de producción, el álbum fue retrasado y finalmente terminado en junio.
Producido por Andreas Karlsson y Johan Ericson, y mezclado por Anders Bergström, The Burning Halo es una majestuosa mezcla de los dos lanzamientos anteriores de Draconian, que demuestra que son los amos del Doom Metal Sueco, convirtiéndose en uno de los máximos exponentes de la escena musical.
Las guitarras pesadas y los growl intensos junto a voces femeninas románticas y arreglos melancólicos de piano son perfectamente combinados por Draconian para crear la una simbiosis perfecta que da el Gothic/Doom Metal.
En septiembre de 2007, Draconian comenzó a grabar su cuarto álbum, Turning Season Within en Fascination Street Studios en Örebro, con los productores Jens Bogren y David Castillo (Opeth, Katatonia). La fecha de lanzamiento fue el 29 de febrero y para Estados Unidos el 4 de marzo.
El 23 de julio de 2011 Draconian estrenó el disco A Rose for the Apocalypse con el que lanzaron su primer videoclip.
El 15 de noviembre de 2011, Lisa Johansson anuncia que deja la banda por motivos personales. Pero esto no significa el fin del grupo ya que han anunciado que seguirán tocando.
El 19 de septiembre de 2012 la banda anuncia de manera oficial a su nueva vocalista femenina: Heike Langhans (Lor3l3i, Ex-inferium)
Participó en dos discos (2015 sovran y 2020 Under a Godless Veil) donde se destaca claramente un renacimiento de la banda sin serle infiel a su género. Finalmente fue aceptada por sus fanes. Luego de 10 años, la cantante Heike Langhans decidió dejar Draconian para sus proyectos musicales propios. Despidiéndose en el Hellfest 2022 de Francia con una presentación especial junto a su antigua voz Lisa Johansson quien retorno nuevamente a la Banda como titular permanente. (8/11/23)

## Miembros
- Anders Jacobsson - Voz gutural (desde 1994)
- Johan Ericson - Guitarra líder (desde 2002), Batería (1994-2002)
- Jerry Torstensson - Batería (desde 2002)
- Daniel Arvidsson - Guitarra rítmica (desde 2005)
- Lisa Johansson - Voz limpia (2001-2011, 2022-)
- Daniel Änghede - Bajo (desde 2016)

## Miembros pasados
- Susanne Arvidsson - voz limpia, Teclado (1995-1997; 2000)
- Heike Langhans - voz limpia (2012-2021)
- Andreas Karlsson - Teclado y programación (1997-2005)
- Andreas Hindenäs - Guitarra líder (1994-2002)
- Thomas Jäger - Bajo (2002-2004)
- Magnus Bergström - Guitarra rítmica (1996-2005)
- Jesper Stolpe - Bajo (1994-2002; 2004-2005)
- Fredrik Johansson - Bajo (2006-2016)
- Jessica Eriksson - flauta y voz limpia en estudio (1995)
- Andreas Haag - Teclado en estudio (1995)
- Sanne Carlsson - Teclado en directo (2005-2007)
- Lisa Cuthbert - voz limpia en directo (2015; 2016; 2017)

Cronología

## Discografía

### Álbumes
- Where Lovers Mourn (2003)
- Arcane Rain Fell (2005)
- The Burning Halo (Bonus, 2006)
- Turning Season Within (2008)
- A Rose For the Apocalypse (2011)
- Sovran (2015)
- Under a Godless Veil (2020)

### Promos
- In Glorious Victory (1997)
- Frozen Features (2000)

### Demos
- Shades of a Lost Moon (Demo, 1995-1996)
- The Closed Eyes of Paradise (Demo, 1999)
- Dark Oceans We Cry (Demo, 2002)

### Vídeos
- The Last Hour Ancient Sunlight (2011)